# Сарфароз
Сарфароз (тадж. Сарфароз) — село в Дангаринском районе Хатлонской области Республики Таджикистан. Административно относится к джамоату (сельской общине) Лохур Дангаринского района.
Находится на расстоянии 15 км от райцентра (пгт. Дангара) и 5 км от джамоатного центра (с. Таджмахал).
Население — 133 чел. (2017).